# Civago

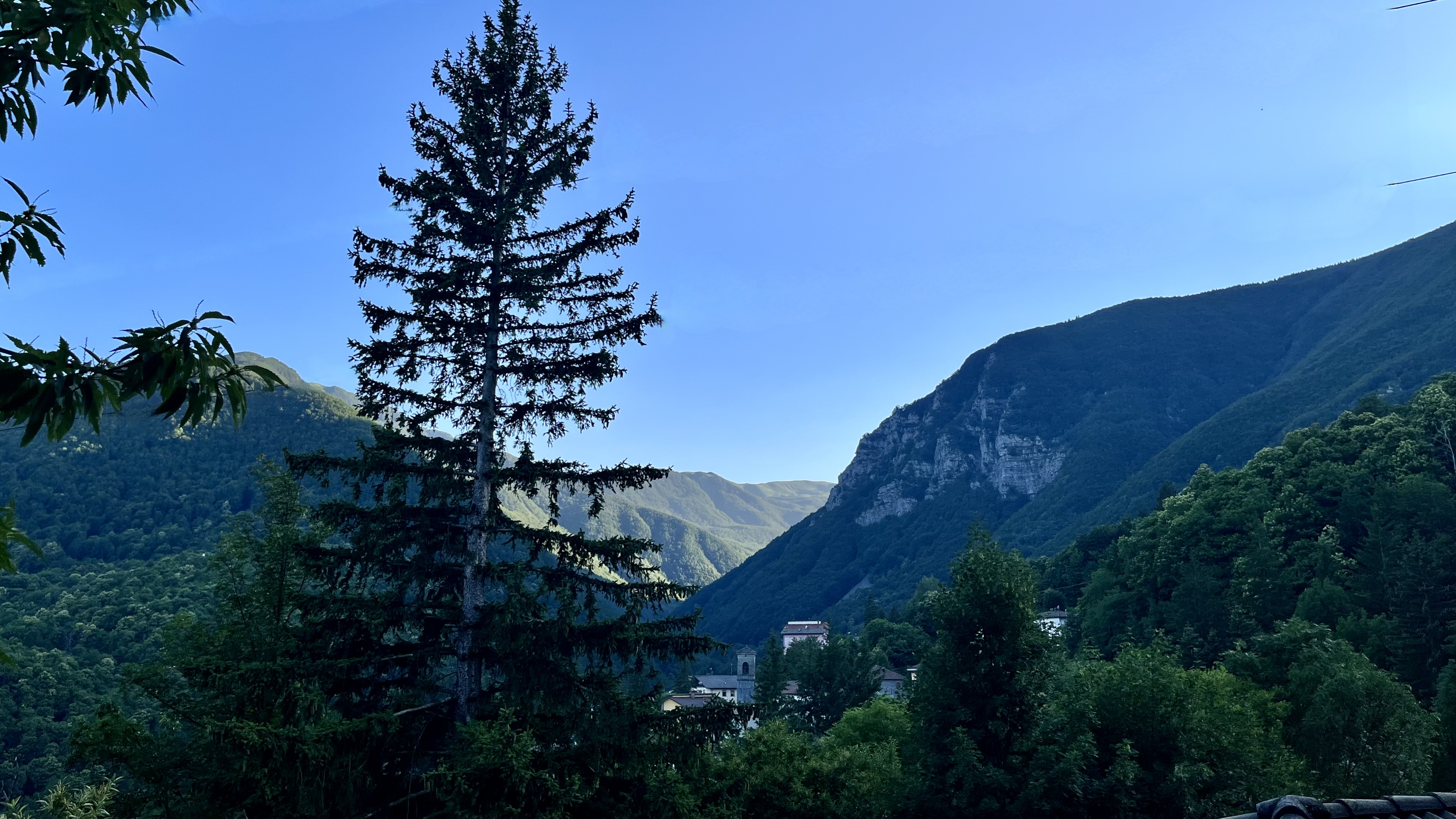

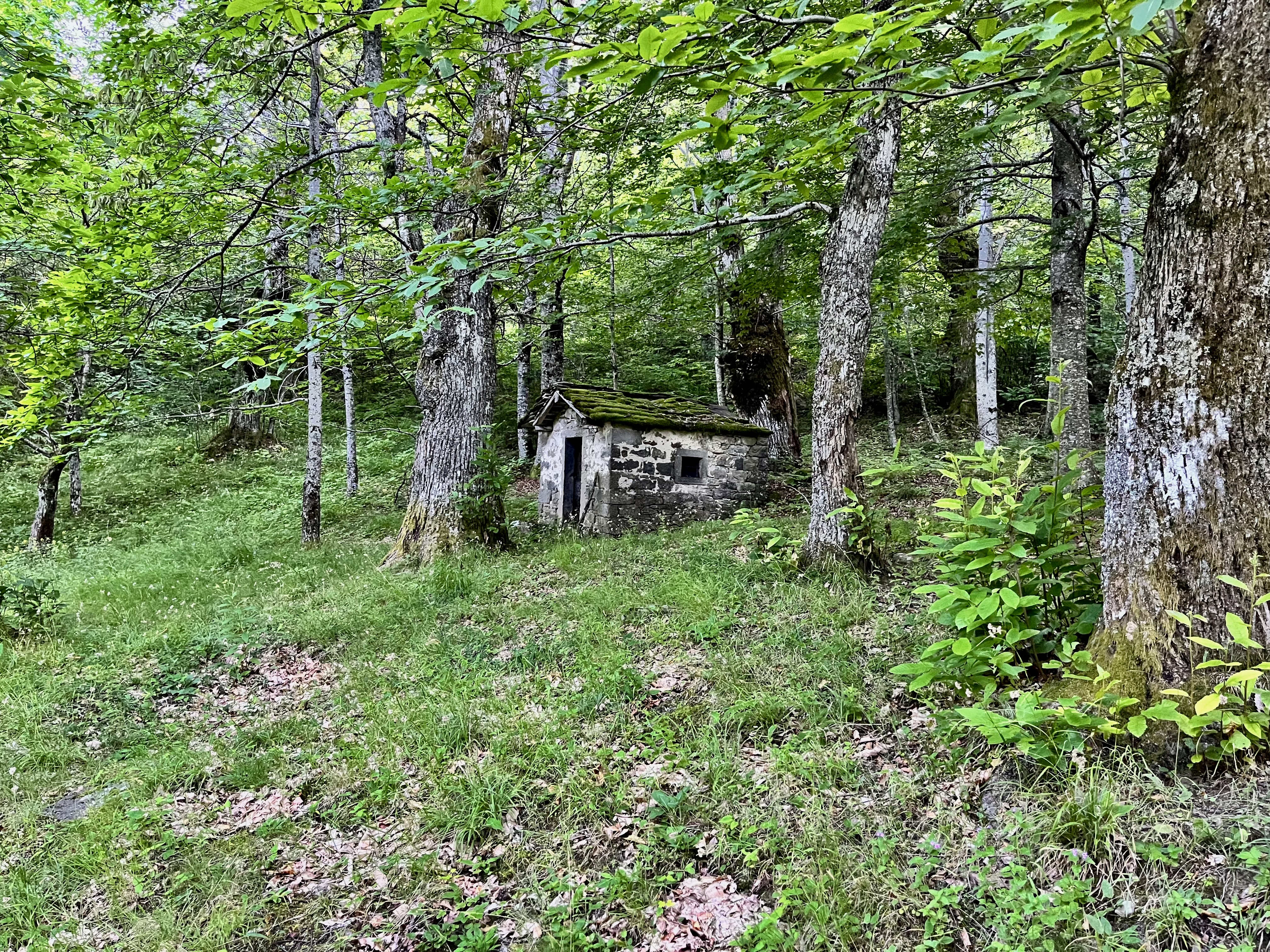
Metato

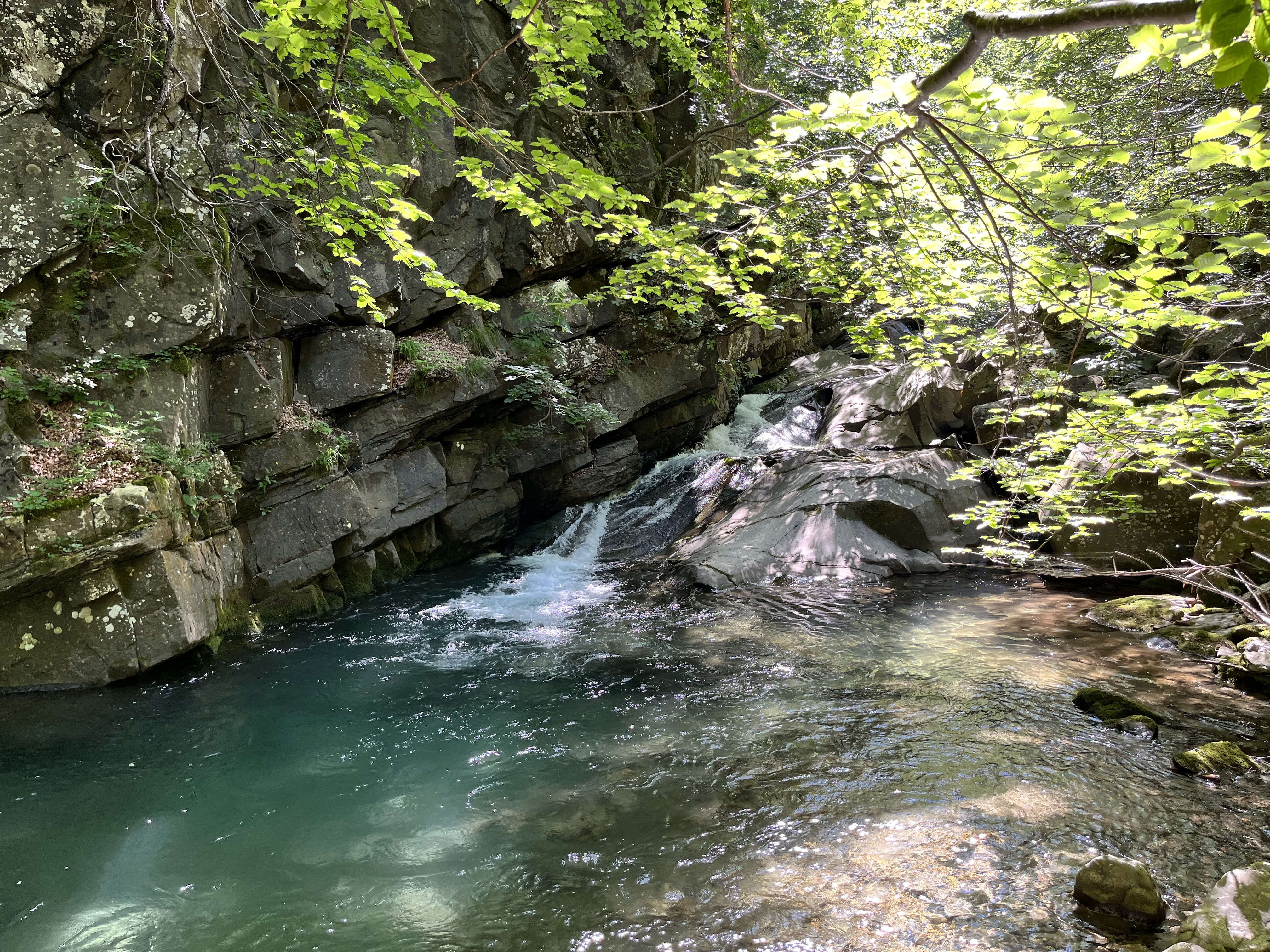
Il Dolo nel Paradiso

Civago (Civâgh nel dialetto locale) è una frazione del comune di Villa Minozzo, in provincia di Reggio Emilia. Si trova nel punto più alto della stretta valle del torrente Dolo lungo la strada che porta al Passo delle Radici quindi in Toscana.

## Geografia fisica
Civago è situata nell'estremo sud-est della provincia reggiana, nell'alto appennino reggiano, a 20 km a sud del capoluogo comunale Villa Minozzo. Posto lungo la costa, a sinistra del torrente Dolo, che qui segna il confine tra le province di Reggio Emilia e Modena, è composto dalle borgate di Case di Civago, Case Fioravanti, Ca' Gianmarco, Costetta, Case Cattalini, Case Caniparoli, Case Comastri, Le Majere, Case Nataloni, Roncofrapano, Case Triganti, Costarsa e La Romita.

## Storia
La storia di Civago è relativamente recente, poiché, sebbene sia provata in zona l'esistenza fin dal Medioevo dell'hospitale detto di San Leonardo al Dolo, sorto per ospitare i pellegrini ed i viandanti in viaggio lungo l'antica strada Matildica che portava in Toscana. L'area occupata dall'odierno abitato era costituita da pascoli frequentati dai pastori di Gazzano. Con lo stabilirsi di una comunità stabile, la cui economia era basata sulla pastorizia, Civago venne elevata a parrocchia nel 1626. Dopo l'Unità d'Italia fu incluso nel comune di Gazzano, soppresso nel 1870 ed annesso a quello di Villa Minozzo. Nei decenni successivi il borgo continuò restare di fatto isolato dal versante emiliano a causa della conformazione del territorio, caratterizzato da gole e burroni. Gli unici collegamenti erano assicurati da sentieri e mulattiere, abitualmente battuti dai pastori locali. Nel 1920 Civago fu duramente colpito da un violento terremoto che causò vittime e crolli e devastò la Garfagnana e la Lunigiana.
Il 20 marzo 1944 l'abitato fu oggetto di un'incursione di truppe tedesche che, supportati dai fascisti della Guardia Nazionale Repubblicana, assassinarono quattro civili. Poco dopo una parte dell'abitato, circa una cinquantina di case, venne dato alle fiamme e saccheggiato. Poche ore dopo gli stessi uomini massacrarono 24 civili nella vicina frazione di Cervarolo.
Nel secondo dopoguerra fu finalmente aperta una strada provinciale che assicurava i collegamenti con il capoluogo comunale. Questo fatto, unito alla diffusa povertà che affliggeva le vallate più remote dell'Appennino, spinse molti abitanti a lasciare Civago e ad emigrare verso le città industrializzate della pianura padana come Reggio Emilia o Milano. In quegli stessi anni Civago si affermò come meta turistica grazie alle sue montagne e al suo clima. Furono così costruite strutture ricettive, seconde case e aumentato il numero di attività artigianali e commerciali; nel paese viene prodotto un pane tipico, conosciuto in tutta la provincia, prodotto e venduto dal 1960 dallo storico forno Gaspari.

## Monumenti e luoghi d'interesse
- Chiesa di San Giuseppe Sposo di Beata Vergine Maria e San Leonardo Abate, costruita nel XVI secolo e consacrata nel 1626, poi ricostruita nel 1900 e nuovamente consacrata nell'agosto 1906 dal vescovo di Reggio Emilia Arturo Marchi.
- Mulino in pietra locale costruito nel XIX secolo attualmente utilizzato come rifugio turistico.
- Torre dell'Amorotto  XVI costruzione risalente al  XVI secolo, utilizzata come guardiola di controllo sulla strada verso la vicina Toscana

## Turismo e iniziative
Il calendario delle iniziative e manifestazioni estive è ricco di diversi eventi, tra cui la Mangialonga, una camminata non competitiva caratterizzata da fermate in ogni borgata dove è possibile degustare i prodotti locali del paese, o, a volte, della borgata stessa. Menzione speciale per la Sagra del Porcino di Civago, prelibatezza tipica di questo luogo, che si svolge nel mese di settembre o di ottobre, a seconda delle condizioni meteorologiche. Negli ultimi anni si è svolta in diverse occasioni la Castagnata, festa volta a valorizzare la castagna, prodotto tipico della cultura gastronomica civaghina. In inverno è possibile prendere parte a caratteristiche 'Ciaspolate' sulla neve lungo percorsi assistiti da guide specializzate. Durante tutto l'anno è possibile fare due ferrate, la "Monte Penna" e la "Barranco del Dolo". Durante tutto il mese di agosto è possibile, via prenotazione, fare canyoing su alcune zone dove scorre il torrente Dolo.

## Infrastrutture e trasporti
Civago è unita a Villa Minozzo a al resto dell'Appennino reggiano dalla strada provinciale 9, che qui termina il suo percorso. Vi è un collegamento stradale anche con la Toscana attraverso la strada del Passo delle Radici.